# SGDC

O SGDC-1, o primeiro satélite da série.

SGDC (Satélite Geoestacionário de Defesa e Comunicações Estratégicas) é uma série de satélites brasileiros, operados pela Telebras em Conjunto com o Centro de Operações Espaciais da Força Aérea Brasileira.
O primeiro satélite da série (SGDC 1) está operacional e o segundo está planejado.

## Características
A expectativa é que o Sistema SGDC traga mais segurança às comunicações estratégicas do governo e às comunicações militares, pois seu controle será realizado no Brasil em estações localizadas em áreas militares, sob a coordenação da Telebras e do Ministério da Defesa.
A aquisição de um satélite próprio para as comunicações civis e militares, segundo o governo brasileiro é uma decisão estratégica e necessária para garantir a soberania do país. Atualmente, os satélites que prestam serviço no Brasil, ou são controlados por estações que estão fora do país ou possuem o controle de atitude nas mãos de empresas com capital estrangeiro. Em qualquer dos casos há prováveis riscos de acontecer interrupções nos serviços em uma situação de conflito internacional ou decorrente de outros interesses políticos ou econômicos.
Na primeira etapa, um único satélite foi contratado (alguns componentes críticos serão redundantes), mas a intenção do governo brasileiro é em dado momento dispor de uma frota com três satélites, que serão lançados num intervalo de tempo de mais ou menos a cada cinco anos. O processo para a contratação de uma segunda unidade que estava planejada para o ano de 2019 poderia ter sido iniciado mesmo antes da colocação em órbita do SGDC-1, que foi lançado em maio de 2017.
O Sistema SGDC é um projeto estratégico nacional em desenvolvimento pela Telebras, juntamente com os Ministérios das Comunicações, da Defesa e da Ciência e Tecnologia. O satélite SGDC-1 é operado na bandas X e Ka, a banda X é destinada ao uso militar pelo Ministério da Defesa. A banda Ka, que é operada pela Telebras para garantir a segurança das redes de governo e para ampliar o Programa Nacional de Banda Larga (PNBL) para as regiões mais isoladas, como a Amazônia e o Nordeste brasileiro.
O satélite foi construído na França, pela empresa Thales Alenia Space, que venceu a seleção internacional de fornecedores, organizada pela Visiona Tecnologia Espacial, uma joint-venture entre a Telebras e a Embraer que atua como empresa integradora do projeto SGDC.
Além da construção do satélite, as empresas vencedoras da seleção internacional se comprometeram, em contrato, a ceder a transferência de tecnologia para o Brasil, com intenção de alavancar a indústria espacial brasileira neste setor. A adesão ao Plano de Absorção e Transferência de Tecnologia foi uma condição obrigatória aos fabricantes interessados em fornecer o satélite para o Sistema SGDC. A execução do Plano de Absorção e Transferência de Tecnologia está sendo conduzida pela Agência Espacial Brasileira (AEB). A empresa Arianespace foi a lançadora do satélite, que ocorreu no ano de 2017, a partir do Centro Espacial de Kourou na Guiana Francesa.

## Futuro
O projeto do Sistema SGDC originalmente prevê um total de três satélites para uso civil e militar. Desde a sua origem, o projeto já sofreu inúmeras mudanças de escopo, prazo e orçamento. Uma mudança recente, em função até do atraso para a escolha do fabricante para o SGDC-1, foi a data prevista para lançamento e a previsão do cronograma para o SGDC-2. Originalmente, estava previsto que o segundo satélite seria contratado em 2016. Agora, a expectativa do governo é que ele comece a ser contratado somente em 2019 para entrar em operação até o ano de 2022. O terceiro satélite só viria depois disso, caso não se decide por fazer dois de uma vez.
Outra mudança nos planos iniciais ocorreu no orçamento. O primeiro satélite deveria custar R$ 700 milhões, mas com a variação cambial, o custo está estimado entre R$ 1 bilhão e R$ 1,1 bilhão. Com a preocupação crescente do governo com a soberania de suas informações, a tendência é que não haja dificuldades para fazer esse ajuste orçamentário, mas é algo que ainda precisará ser discutido com o governo.
A construção das instalações que abrigarão o centro de controle foi iniciada em 2013, e é coordenada pela Telebras e pelos órgãos de defesa. A única restrição, nesse caso, é que os dois centros de controle ficarão localizado em áreas militares, no Rio de Janeiro e em Brasília.

## Satélites
| Satélite | Fabricante          | Data do lançamento | Veículo de lançamento | Estado          |
| -------- | ------------------- | ------------------ | --------------------- | --------------- |
| SGDC-1   | Thales Alenia Space | 4 de maio de 2017  | Ariane 5 ECA          | Ativo           |
| SGDC-2   |                     |                    |                       | Em planejamento |